# Антиімперіалізм

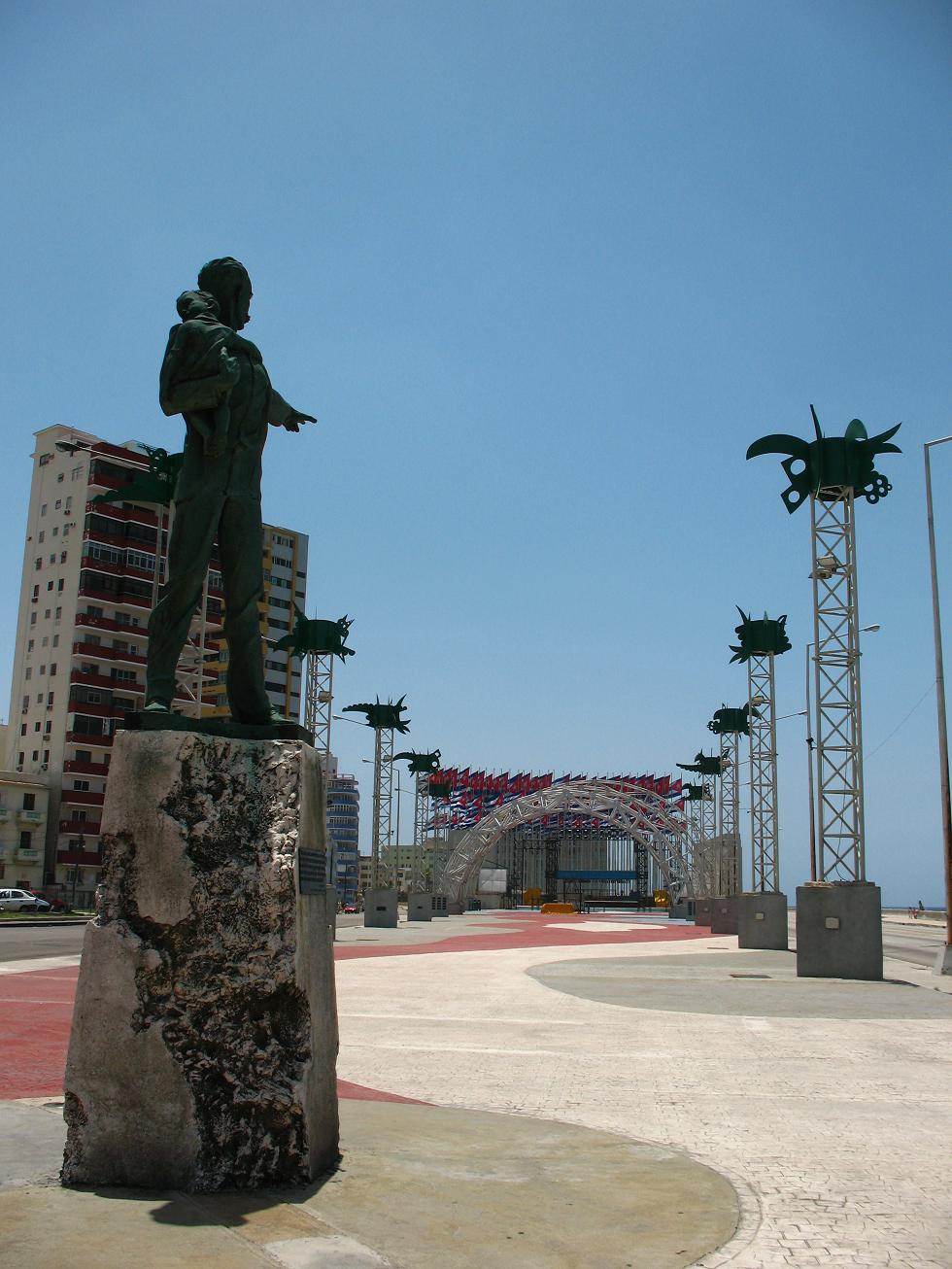
Пам'ятник Хосе Марті в Гавані

Антиімперіалі́зм — термін, що застосовується до тієї чи іншої форми опозиційного до імперіалізму руху. Антиімперіалізм виступає проти завойовницьких війн, особливо проти завоювань країн та народів з іншою мовою та культурою, що не межують з метрополією. Антиімперіалістами можна вважати, таким чином, республіканських сенаторів у Римській імперії або членів Антиімперіалістичної Ліги США, які виступали проти окупації Філіппін під час іспансько-американської війни.
Як самостійний політичний рух антиімперіалізм виник у Європі наприкінці XIX — початку XX століття як реакція на розширення європейських колоніальних імперій та захоплення Філіппін Сполученими Штатами. Але найвищу народну підтримку антиімперіалізм мав у самих колоніях, де він став базою формування різноманітних національно-визвольних рухів з середини XX століття. Ці рухи та їхні антиімперіалістичні ідеї відіграли головну роль у процесі деколонізації 1950-х та 60-х років, в результаті якої більшість колоніальних країн в Азії та Африці набули незалежності.
Невдовзі після цього, з початком процесу глобалізації, багато антиімперіалістів стали розглядати останню як нову форму імперіалізму, що встановлює своє панування шляхом економічного примусу, а не прямого військового захоплення. Тому антиімперіалісти поставили собі завдання протистояти глобалізації й поклали початок рухові антиглобалізму. В сенсі проблеми мілітаризації антиімперіалісти вважають своїм головним ворогом так звану «Американську імперію», особливо після американського вторгнення в Ірак 2003 року.
Для антиімперіалізму характерна наявність специфічної політично-економічної програми, яка у 1970-х роках була відома також як програма національного визволення з такими принципами:
- незалежність, суверенність і самовизначення нації;
- боротьба з колоніалізмом та неоколоніалізмом;
- аграрна реформа;
- індустріалізація;
- розвиток внутрішнього ринку;
- боротьба з транснаціональними компаніями чи контроль над ними. Націоналізація основних секторів економіки. Державні підприємства та регульовані ринки;
- критика діяльності МВФ та Світового банку.

## Виникнення
Первинно термін «антиімперіалізм» виник у США за часів іспансько-американської війни. Антиімперіалістична Ліга США була заснована в Бостоні 1898 року письменником Марком Твеном після анексії Сполученими Штатами Філіппін. Первинно метою Ліги було протистояння діяльності США у війні проти Куби, що тривала до 1921 року.
Антиімперіалісти були проти територіальних завоювань, оскільки вважали, що це є порушенням Конституції.
Антиімперіалістами вважали себе також деякі впливові політики у США, які остерігались зміщення економічних пріоритетів за межі країни, що суперечить економічним інтересам США (ізоляціоністи).
Кубинець Хосе Марті вважається першим мислителем, який сформулював теоретичні засади антиімперіалізму в Латинській Америці. Це відбулось під час війни за незалежність від Іспанії, що збіглось із виникненням нових форм панування, які практикували Сполучені Штати, що послужило встановленню зв'язку між антиімперіалізмом та антипівнічноамериканськими настроями. Хосе Марті розвивав ідею «Нашої Америки», що протиставлялась «Англосаксонській Америці».
1902 року вийшла книга Джона Гобсона «Імперіалізм: дослідження», а 1916 нарис Леніна «Імперіалізм як вища стадія капіталізму», в якому було порушено проблему імперіалізму в усьому світі. Вчення про антиімперіалізм приділяє особливу увагу поняттю «національне питання» та необхідності гарантувати народам можливість суверенного розвитку через право на самовизначеня.
В Німеччині для соціал-демократів до початку Першої світової війни були характерні антиімперіалістичні висловлювання проти колоніальної політики німецької імперії (німецькими колоніями тоді були сучасні Того, Намібія, Танзанія та Самоа). Після голосування німецьких соціал-демократів за військові кредити для Німеччини 1914 року та подальшого розпаду Другого Інтернаціоналу антиімперіалізм почав втрачати вплив на національні робітничі рухи, деякі з яких підтримували військову політику своїх урядів.
1918 року в Кордобі (Аргентина) виник студентський рух за реформу вищої освіти, що дав поштовх антиімперіалістичним настроям у всій Латинській Америці і став важливим джерелом розвитку цієї концепції упродовж багатьох поколінь. 1920 Федерація вишів Аргентини випустила маніфест під назвою «Засудження імперіалізму».
Постійне втручання США до внутрішніх справ латиноамериканських країн з метою придушення народних рухів та підтримки диктатур також сильно вплинуло на поширення антиімперіалістичних настроїв. Боротьба проти північноамериканських військ, що вторглись до Нікарагуа для придушення селянського повстання Августо Сандіно у 1927–1928 роках стала для всієї Латинської Америки символом антімперіалізму.
До кінця 1920-х років термін «антиімперіалізм» став уже досить звичним. 1925 року Комінтерн створив всесвітню Антиімперіалістичну лігу, яку було розділено на національні секції. 1928 перуанець Хосе Карлос Маріатегуї виступив із доповіддю «Антиімперіалістична точка зору» в Буенос-Айресі. Того ж року інший перуанець, Віктор Рауль Айя де ла Торре, докладно виклав концепцію «справи антиімперіалізму» у своїй праці «Університетська реформа».

## Теорія залежності
У 1930-х роках група вчених, серед яких можна особливо виділити Серхіо Багу (ісп. Sergio Bagú), почала досліджувати природу європейського колоніалізму та причини відсталості латиноамериканських народів, що поклало початок «теорії залежності», що остаточно сформувалась у 1950-х у працях різних економістів та соціологів CEPAL (Рауль Пребіш (ісп. Raúl Prebisch), Сельсо Фуртадо (ісп. Celso Furtado), Фернанду Енріке Кардозу (порт. Fernando Henrique Cardoso), Теотоніу душ Сантуш (порт. Theotonio dos Santos) й інші). Теорія залежності створила міцний фундамент для антиімперіалістичної думки, показавши, що класичні теорії про економічний розвиток, які базуються на ідеї послідовного розвитку, є невірними, та що система міжнародного розподілу праці стимулює промисловий розвиток у розвинених країнах, а більшість з решти країн прирікає на роль постачальників сировини та, як наслідок, погіршує їхнє економічне становище за рахунок експорту своїх багатств до розвинутих країн на невигідних для бідних країн умовах взаємного обміну. Принципи цієї теорії пояснюють відношення між розвитком країн півночі й відсутністю розвитку країн півдня, а також механізми здійснення контролю транснаціональних корпорацій за підтримки своїх держав над бідними країнами. Ця теорія має недолік: вона у своїх пропозиціях з розв'язання проблем у розвитку країн обмежується сферою ринку.

## Марксизм, ленінізм та антиімперіалізм
Існують різні теорії імперіалізму, які слід розрізняти для правильного вжиття терміну «антиімперіалізм»:
1. Імперіалізм як розширення політичного панування будь-якої країни за межами її політичних кордонів. В межах цієї теорії імперіалізм почав втрачати своє значення після Першої світової війни, коли Німеччина втратила свої колонії, Радянська Росія стала на шлях антиімперіалізму, а колишні країни Антанти (в першу чергу Франція та Велика Британія) перейшли у своїй колоніальній політиці до капіталістичних пріоритетів, на відміну від колишньої пропаганди національного престижу. В цих державах антиімперіалізм набув також антикапіталістичної форми.
2. Ленінська теорія імперіалізму визначає його як притаманний капіталізму ступінь розвитку. В цьому разі антиімперіалізм вбачає завершення свого існування тільки після відмирання капіталістичної системи господарювання.
3. Немарксистська теорія імперіалізму ототожнює його з колоніалізмом та розрізняє формальне (англ. formal empire) й неформальне панування (англ. informal empire). За цією теорією Куба з 1902 до 1959 року формально не була американською колонією, проте перебувала під неформальним пануванням США.

Карл Маркс ніколи не писав про імперіалізм, але він змальовував у «Капіталі» колоніалізм як історичний аспект капіталістичного способу виробництва. Використовуючи гегельянську діалектику, Маркс передрік появу монополістичного капіталізму у своїй праці «Злидні філософії» (1847). Ленін давав визначення імперіалізму як «вища стадія капіталізму», доба, коли монопольний фінансовий капітал стає панівним, змушуючи нації та корпорації змагатись у перегонах за контроль над ресурсами і ринками збуту в усьому світі. Ленінська теорія була з тих пір прийнята більшістю марксистів. Марксистсько-ленінське розуміння імперіалізму (а також близькі до нього концепції типу «теорії залежності») походить здебільшого з економічного, а не військового чи політичного панування (хоча всі вони пов'язані між собою) одних країн над іншими. Таким чином марксистська концепція відрізняється від вульгарного розуміння імперіалізму як прямого контролю над величезними колоніальними чи неоколоніальними імперіями.
Після того, як із соціалістичних та соціал-демократичних робітничих партій утворились комуністичні партії, що відкидали «імперіалістичну світову війну», поняття «антиімперіалізм» почало тісно пов'язуватись із марксистсько-ленінською теорією імперіалізму. Імперіалізм розглядається цією теорією не як окреме явище, а як суттєвий елемент капіталістичного суспільства на монопольно-капіталістичному й державно-монопольно-капіталістичному щаблях свого розвитку. Таким чином, він пов'язаний не з окремими державами, а з усією суспільною системою. Ленін у своїй праці «Імперіалізм як вища стадія капіталізму» писав, що для імперіалізму характерні 5 основних ознак:
1. Концентрація виробництва й капіталу призвела до створення національних і транснаціональних корпорацій — не так, як це розуміє ліберальна економіка, а як фактична влада над величезними ринками — натомість «вільна конкуренція» залишається обмеженою на локальних ринках.
2. Промисловий капітал як панівна форма капіталу заміняється фінансовим капіталом і стає все більш від нього залежним.
3. Експорт згаданого фінансового капіталу починає переважати над експортом товарів.
4. Відбувається економічний розподіл світу між транснаціональними корпораціями й утворення міжнародних картелів.
5. Політичний розподіл світу великими державами, за якого переміщення фінансового капіталу передовими капіталістичними промисловими країнами до своїх колоніальних володінь дозволяє їм експлуатувати ресурси колоній та вигідно вкладати до них кошти. Така надексплуатація бідних країн дозволяє передовим капіталістичним промисловим країнам забезпечити статок хоча б для частини свого робочого класу, підвищивши його рівень життя.

Для імперіалізму характерні такі елементи:
- колоніалізм як засіб розширення ринків сировини та збуту;
- націоналізм як внутрішньополітичне виправдання імперіалізму;
- расизм як квазінаукове виправдання «повноцінності» імперіалістичних держав;
- фашизм як украй агресивна форма імперіалізму.

Тому антиколоніалізм, інтернаціоналізм, антирасизм й антифашизм можна вважати різновидами антиімперіалізму й антикапіталізму.
Війна зазвичай вважається методом розширення сфери імперіалістичних інтересів, тому марксисти розглядають антимілітаризм та опозицію «капіталістичним війнам» як складову частину антиімперіалізму. Відносини марксистів та інших ліворадикальних груп з анти військовими рухами часто спонукають їх переконати інших активістів перейти від пацифізму до антиімперіалізму та антимілітаризму, тобто від простого засудження війни до засудження економічної системи, що є джерелом війн.
СРСР, що заявляв про свою вірність принципам марксизму, претендував на звання головного ворога імперіалізму й підтримував багато національно-визвольних рухів у Третьому світі. Але натомість сам Радянський Союз можна вважати імперіалістичною державою, що поширила свій вплив на країни Східної Європи. Для багатьох це послужило приводом для звинувачень СРСР у лицемірстві, й часто використовується як факт того, що Радянський Союз не додержувався марксистських принципів, або ж, як вважали анархісти, що марксизм виявився неспроможним стати альтернативою імперіалізму.
Термін «антиімперіалізм» нині зазвичай використовується марксистами й тими, хто розділяє близькі до марксизму ідеї (антикапіталізм, класовий аналіз суспільства). Але багато інших, хто підпадає під визначення антиімперіалістів, надають перевагу використанню іншої термінології.

## Антиколоніалізм
Багато національно-визвольних рухів, спрямованих проти колоніалізму, зародились уже після Першої світової війни та пов'язаного з нею потрясіння всього світового ладу. Багато хто з засновників національно-визвольних рухів увійшли в контакт зі світовим комуністичним рухом (Комінтерн), наприклад, в'єтнамець Хо Ші Мін та аргентинець Ернесто Че Гевара, та розглядали себе як частину світового антиімперіалістичного руху.
Після Другої світової війни виникла нова хвиля антиколоніального руху майже у всіх колоніальних країнах. На початку свого розвитку вони потребували ідеологічної та політичної підтримки та знайшли її в марксистсько-ленінській теорії імперіалізму. Окрім політичної підтримки вирішальну роль у процесі розвитку колишніх колоній відігравала матеріальна допомога країн «антиімперіалістичного табору» в атмосфері холодної війни, що розпочалась у 1950-х роках. З числа країн, що заручились такою підтримкою, можна назвати такі:
- колишня французька колонія В'єтнам
- залежні від США Куба, Нікарагуа й Чилі
- колишня французька колонія Алжир
- колишні португальські колонії Ангола, Гвінея-Бісау й Мозамбік.

Причини підйому національно-визвольних рухів після Другої світової війни:
1. Під час війни мільйони чоловіків і жінок з колоній брали участь у військових діях східних союзників, б'ючись за незалежність і свободу своїх метрополій. В одній лише Індії понад 2,5 мільйони чоловік були призвані в армію. Після війни ставало все складніше переконати цих людей в тому, що країни-метрополії заслуговують незалежності, а колонії — ні.
2. Багато з цих солдат брали участь у бойових діях та особисто відчули на собі, що усталена думка про непереможність «білої людини» була міфом.
3. Наприкінці війни колоніальні держави були виснажені не тільки матеріально, але й морально. Ідеологія колоніалізму знаходила все меншу підтримку як серед європейської інтелігенції, так і у громадській думці. У той же час була створена Організація Об'єднаних Націй, яка проголосила у своїй основоположній хартії свою мету «розвивати між націями дружні відносини, засновані на повазі до принципів рівності прав і праві націй на самовизначення». Це положення, так само як і факт фізичного виснаження після війни, змусило колоніальні держави переглянути свої стосунки з колоніями, або надавши їм повну незалежність, або заснувавши нові посередницькі організації типу британської Співдружності націй чи Французького Союзу.

Якось здавалось, що кінець колоніалізму буде раціональним мирним процесом. Надію на це давали дві події: набуття Індією незалежності 1947 року й падіння режиму протекторату в Індокитаї 1946 року. Проте непоступливість європейських держав, які сподівались на інший підсумок або відмовлялись визнавати право на незалежність їхніх колоній, окрім випадків, коли його неможливо було не визнати, призвела до того, що влада цих країн над колоніями продовжувалась через політику неоколоніалізму. Сподівання колоній на незалежність не справдились, і цей період завершився встановленням британського протекторату над Єгиптом 1954 року, що стало причиною Суецької кризи 1956, початком війни в Алжирі (1954) та розв'язуванням Францією війни в Індокитаї також 1954 року.
Все це послужило початком світової хвилі боротьби за незалежність в Азії та Африці у 1960-х та 70-х роках, яка зустріла запеклий опір з боку неоколоніальних держав на чолі з США в межах доктрини Трумена. З числа найвідоміших війн за незалежність тих років можна назвати війни у В'єтнамі, Алжирі, Анголі, Конго тощо. Націоналістичні лідери цих держав — Джавахарлал Неру в Індії, Хо Ші Мін у В'єтнамі, Джуліус Ньєрере в Танзанії, Франц Фанон в Алжирі, Патріс Лумумба в Конго, Сукарно в Індонезії, Кеннет Каунда в Замбії — створили власні концепції антиімперіалізму, відомі у всьому світі.
У той же час в Латинській Америці політичні сили, орієнтовані на розвиток соціальних перетворень, розробили програми «національного визволення», що мали явно антиімперіалістичний характер. З них найвідоміші «Десять років весни» Гватемали (1944—1954) під керівництвом Хуана Хосе Аревало й Хакобо Арбенса, Болівійська революція 1952 року, якою керував Націоналістичний революційний рух (ісп. Movimiento Nacionalista Revolucionario), Кубинська революція 1958-59 років та її лідери Фідель Кастро та Ернесто Че Гевара, Панамська революція 1968-81 років під керівницвтом Омара Торріхоса, демократичний уряд соціаліста Сальвадора Альєнде в Чилі (1970—1973) й Нікарагуанська революція (1979), яку очолював Сандиністський фронт національного визволення.
Ці процеси національного визволення вплинули на створення концепції третього світу як активної міжнародної сили, що прагне до незалежності від обох блоків, що брали участь у холодній війні. Антиімперіалізм складає одну з основ ідеології третього світу.

## Антиімперіалізм після завершення холодної війни
З самого початку розпаду Східного блоку в багатьох новостворених державах третього світу була характерною відмова від антиімперіалістичних позицій.
У новітній час спостерігаються нові антиімперіалістичні тенденції у Венесуелі під керівництвом Уго Чавеса, спрямовані передусім проти зовнішньої політики США й такі, що мають на меті звільнення Латинської Америки («задній двір Сполучених Штатів») від впливу США.
Рух сапатистів у південноамериканському штаті Чіапас став світовим символом антиглобалізму, а субкоманданте Маркос — одним із сучасних революційних героїв.

## Критика глобалізації
Незважаючи на те, що термін «глобалізація» з неоліберальної точки зору передбачає економічне вирівнювання в межах нового світового порядку й відмову від національно-державної моделі розвитку 19 століття, критики глобалізації часто використовують цей термін як синонім імперіалізму, суперечачи марксистсько-ленінському розумінню антиімперіалізму.
З середини 1990-х років, після розпаду СРСР та Східного блоку й розширення міжнародних ринків, особливо ринків капіталів під час глобалізації, капіталізм, а разом із ним імперіалізм стали більш агресивними і в той же час більш субтильними у порівнянні з попередніми етапами розвитку. З одного боку, економічні відносини між країнами стали більш взаємно залежними. З іншого боку, гегемонія неоліберальної моделі розвитку у 1990-х роках та реалізація норм Вашингтонського консенсусу дали початок хвилі приватизації державних підприємств, а також усуненню держави від своєї ролі ринкового регулятора. Це вплинуло на антиімперіалістичну політику у багатьох країнах третього світу, які значною мірою залежали від державних підприємств і втручання держави в економіку.
Після того, як розпався СРСР, а США залишились єдиною наддержавою, нова американська зовнішня політика, політика безпеки й оборони інтерпретується деякими критиками (Френк Депп (англ. Frank Deppe) й інші) як «неоімперіалістична».
Міжнародний організований рух критики глобалізації намагається розробити нові концепції та стратегії антиімперіалізму. При цьому антиімперіалісти все більше стикаються з проблемою анонімності їхніх супротивників, коли останніми стають не конкретні імперіалістичні країни-колонізатори, а транснаціональні компанії та банки.
Глобалізація дозволила втілити в життя ідейні основи антиімперіалізму. З одного боку, такі політичні рухи, як кубинський кастризм, соціалізм Уго Чавеса в Венесуелі та Ево Моралеса в Болівії свідчать про здійсненність антиімперіалістичної теорії на практиці та подають саму глобалізацію як імперіалістичне явище, що суттєво не впливає на постулати антиімперіалізму. З іншого боку, такі політичні рухи, як Робітнича партія Лули да Сілви в Бразилії, «Широкий фронт» в Уругваї, лівий перонізм Кіршнера в Аргентині, а також перемога сандиністів на виборах в Нікарагуа 2006 року мають тенденцію до перегляду ідеї антиімперіалізму в контексті глобалізації, зберігши його основні принципи (національна автономія, індустріалізація, роль держави, внутрішній ринок), але зробивши його більш відповідним умовам сучасного світу з їхньою складністю та взаємною залежністю, а також враховуючи необхідність інтеграції до різних блоків та союзів.

## Постколоніалізм, постмодернізм та антиімперіалізм
Зазвичай постмодерністи сперечаються з приводу думки про те, що імперіалізм має первинно економічну природу, і велику увагу приділяють культурній та соціальній експлуатації. З появою постмодернізму в континентальній Європі в середині XX століття його послідовники підкреслювали плюралістичну природу суспільства, що проявляється в процесі руху людей від індустріальної залежності до володіння економічним і соціальним статусом. Постмодерністи пропагують «повагу до відмінностей», що притаманні всім людям і часто регулюються згори. Вони вважають, що антиімперіалізм має захищати недомінантні культури й недомінантні економічні інтереси.
Постколоніалізм часто асоціюється з постмодерністським антиімперіалізмом. Сам постколоніалізм має своїм початком європейський націоналізм, який у 19 столітті був стимулом розвитку таких держав, як Велика Британія, Франція та Данія. Після звільнення від імперіалізму сильне почуття націоналізму нових незалежних держав з їхніми специфічними економічними, політичними й культурними умовами формувало відповідну антиколоніальну політику цих країн, яка має часто антизахідний і про-соціалістичний ухил.
Найвідомішими авторами постколоніального напрямку є Едвард Саїд та Гаятрі Співак (англ. Gayatri Spivak). З постмодерністів, які по суті є антиімперіалістами, відомі Джудіт Батлер (англ. Judith Butler) і Джеймс Дер Деріан (англ. James Der Derian).
До відомих організацій та захисників культурного й біологічного розмаїття від впливу імперіалізму належать: «Культурне виживання» (англ. Cultural Survival), Міжнародний союз за збереження природи (англ. International Union for Conservation of Nature), Терралінгва (англ. Terralingua), а також вчені Майкл Кросс (англ. Michael Krauss), Джозеф Тейнтер (англ. Joseph Tainter) і Девід Лемперт (англ. David Lempert).

## Фемінізм та антиімперіалізм
Феміністські теорії міжнародних відносин часто можна класифікувати як антиімперіалістичні. Вони знаходять різного роду зв'язки сексизмом чи патріархатом та війною й пануванням, наприклад: зв'язок між ідеєю мужності й потягом до війни; протиставлення «наших» «не нашим», що базується на західному сексистському сприйнятті чоловічого й жіночого та расистському, колоніалістському сприйнятті нації-держави й чужаків; встановлення причин неспроможності держчиновників мирно врегулювати конфлікти чи нав'язування ідеології, яка висміює «жіночі» якості кохання, співчуття й поступливості. В цій галузі найбільш відомі письменники Дж. Енн Тікнер (англ. J. Ann Tickner) і Синтія Енлоу (англ. Cynthia Enloe).

## «Правий антиімперіалізм»
Є чітка межа між «правим антиімперіалізмом» в економічно розвинених країнах і «правим антиімперіалізмом» у країнах, що є їхніми більш слабкими клієнтами чи опонентами. Причиною цього є те, що більшість правих супротивників імперіалізму ідеологічно прив'язані до своєї нації чи народу.
Сучасні течії «правого антиімперіалізму» можна розділити на дві групи: лібертаріанізм (Джастін Раймондо, англ. Justin Raimondo і Рон Пол, англ. Ron Paul) та палеоконсерватизм (Ендрю Бацевич, англ. Andrew Bacevich і Патрік Б'юкенен. Відміна другого від першого полягає в його зв'язку із соціальним консерватизмом. Обидві групи мають найбільший вплив у США, й обидві вважають імперіалізм не найкращим рішенням як для державних інтересів, так і для істинних традицій країни, але спускає країну в ізоляціонізм.